# Östern
Die Östern ist eine Fähre der finnischen Reederei Sundqvist Investments.

## Geschichte
Das Schiff wurde 1974 unter der Baunummer 223/36 auf der norwegischen Werft Skaalurens Skipsbyggeri in Rosendal für die Reederei Fylkesbaatane i Sogn og Fjordane in Bergen gebaut. Es wurde im September abgeliefert und kam als Værøy unter norwegischer Flagge in Fahrt. Heimathafen war zunächst Bergen, ab 1979 dann Florø. Eingesetzt wurde die Fähre im Fährverkehr über den Sognefjord zwischen Rutledal und Rysjedalsvika im Verlauf des Riksvei 57 bzw. Rutledal und Krakhella im Verlauf des Riksvei 606. Ab 1975 verkehrte die Fähre über den Frøysjøen zwischen Smørhamn, Kjelkenes, Botnane und Florø, 1992 wechselte sie auf die Strecken über den Granesundet zwischen Askvoll und Gjervik bzw. über den Dalsfjord zwischen Askvoll und Fure.
1996 wurde das Schiff umgebaut und in der Folge neu vermessen. Ab 2004 wurde es als Ersatzschiff vorgehalten und Anfang 2011 nach Finnland verkauft. Die Fähre wurde unter die finnische Flagge gebracht und in Östern umbenannt. Sie wird von der Reederei Sundqvist Investments während der Sommermonate im Schärenmeer zwischen Nagu auf der Insel Storlandet, Seili auf der Insel Själö und Hanka auf der Insel Aaslaluoto eingesetzt.

## Technische Daten
Das Schiff wird von einem Dieselmotor angetrieben. Gebaut wurde das Schiff mit einem Vierzylinder-Zweitakt-Dieselmotor des Herstellers Wichmann. Der Motor leistete 500 PS. Der Motor wurde später durch einen Caterpillar-Dieselmotor (Typ: 3508 B) mit 746 kW Leistung ersetzt. Das Schiff ist mit einem Bugstrahlruder ausgestattet.
Für die Stromerzeugung stehen zwei von Volvo-Penta-Dieselmotoren (Typ: MD 70) mit jeweils 80 kW Leistung angetriebene Generatoren zur Verfügung.
Die Fähre verfügt über ein durchlaufendes Fahrzeugdeck. Das Fahrzeugdeck ist über eine Bug- und eine Heckrampe zugänglich. Vor der Bugrampe befindet sich ein nach oben öffnendes Bugvisier. Auf dem Fahrzeugdeck können 67,5 t transportiert werden. Die maximale Achslast beträgt 13 t. Das Fahrzeugdeck ist zu einem großen Teil von den Decksaufbauten überbaut. Lediglich der hintere Bereich ist nach oben offen. Die Durchfahrtshöhe unter den Decksaufbauten beträgt 4 m. Auf der Backbordseite sind neben dem Fahrzeugdeck auf zwei Decks Aufenthaltsräume für Passagiere untergebracht. Oberhalb des Fahrzeugdecks befindet sich ein offener Decksbereich und in der vorderen Hälfte des Schiffes ein weiteres Deck, auf dem auch die Brücke untergebracht ist.
Das Schiff wird von drei bis vier Besatzungsmitgliedern betrieben. Die Passagierkapazität beträgt 126 Personen. Auf dem Fahrzeugdeck können 16 Pkw befördert werden.